# Epicnemis testis
Epicnemis testis är en tvåvingeart som beskrevs av Borgmeier 1962. Epicnemis testis ingår i släktet Epicnemis och familjen puckelflugor. Inga underarter finns listade i Catalogue of Life.